# Juan Marín
 (janvier 2019).
Le contenu est difficilement compréhensible vu les erreurs de traduction, qui sont peut-être dues à l'utilisation d'un logiciel de traduction automatique.
Juan Antonio Marín Lozano, né le 31 décembre 1962 à Sanlúcar de Barrameda, est un entrepreneur, entraîneur de volley-ball et homme politique espagnol..

## Biographie

### Études et profession
Il entame des études de ressources humaines mais ne les termine pas, décidant en 1981 de s'occuper de l'entreprise familiale de bijouterie et d'horlogerie. Par la suite, il devient président de l'association des commerçants de sa ville natale.

### Activités politiques
Il commence sa trajectoire politique en se présentant aux élections municipales de 1983 sous l'étiquette AP (Alliance populaire),.
En 2000, il travaille pour le cabinet de communication municipale du Partido Andalucista (PA), pendant un an environ.
En 2006, après une convocation de grève du ramassage des ordures[pas clair], il fonde le parti CIS (Citoyens indépendants de Sanlúcar). L'année suivante, son parti remporte trois sièges au conseil municipal et commença à gouverner la ville en coalition avec le PSOE, mettant ainsi un terme à la majorité absolue du PP. Juan Marín devient premier adjoint au maire, notamment responsable de la promotion de la ville et des entreprises.
En 2011, après avoir reçu l'appel d'un porte-parole de Ciudadanos, il entame sa collaboration avec ce parti,.
En 2015, Juan Marín se présente aux primaires de son parti pour devenir tête de liste de sa formation à la présidence de la Junte de l'Andalousie. Il est finalement élu sans opposition directe, aucun autre candidat n'ayant réuni le nombre de parrainages suffisants.
Le 22 mars 2015, son parti obtient neuf sièges au Parlement de l'Andalousie, lesquels servent à faciliter l'investiture de Susana Díaz à la tête de la Junte d'Andalousie au cours de la Xe législature.
Lors des élections autonomiques du 2 décembre 2018, son parti obtient 21 sièges. La députée de Ciudadanos pour Almería, Marta Bosquet, est alors élue présidente du Parlement d'Andalousie, devenant ainsi la première personne de ce parti qui occupe une fonction institutionnelle de ce niveau. À la suite des accords avec le PP, moyennant lesquels il prêtait le soutien de ses 21 députés pour faciliter l'investiture de Juan Manuel Moreno comme président de la Junte de l'Andalousie, Ciudadanos fera partie d'un gouvernement de coalition, Juan Marín occupant prévisiblement les fonctions de vice-président de la Junte.

### Vie privée
Il est marié et père de deux enfants.